# Твайлайт Спаркл
Принцеса Твайлайт Спаркл (англ. Princess Twilight Sparkle) — вигаданий персонаж, який з'являється у четвертому втіленні (також званому четвертим поколінням або «G4») лінії іграшок та медіа-франшизи «My Little Pony» від Hasbro, починаючи з «My Little Pony: Дружба — це диво» (2010—2019), а потім і у п'ятому втіленні. Її озвучує Тара Стронґ, та її вокал забезпечує Ребекка Шойкет.